# 大社造
| Kamosu Jinja's honden | A reconstructed dwelling at Toro |

大社造是最为古老的日本神社建筑风格，得名于出云大社本殿（圣堂）。与伊势神宫的神明造建筑风格类似，千木、鰹木和古代建筑特色一起装饰着大社造的树皮屋顶，如山墙端支柱和单一立柱（真御柱（shin no mihashira））。本殿的地板被支柱垫高。和神明造与住吉造建筑风格一样，大社造涌现于佛教传入日本之前。

## 历史
古代神社根据住所（出云大社）或仓库（伊势神宫）的风格进行建设。这些建筑均有着山墙、高架地板和板墙元素，芦苇或扁柏树皮作为盖设茅屋屋顶的材料。早期神社没有供礼拜的空间。当时共有三种重要的神社建筑风格：大社造、神明造与住吉造，分别应用于出云大社、仁科神明宮和住吉大社的建设，每种建筑风格的历史可追溯到公元552年。根据式年遷宮祭的传统，每幢建筑及神庙需在一段时间后按照原有的风格重建。因此，古老的日式建筑风格才得以延续至今日。

## 结构

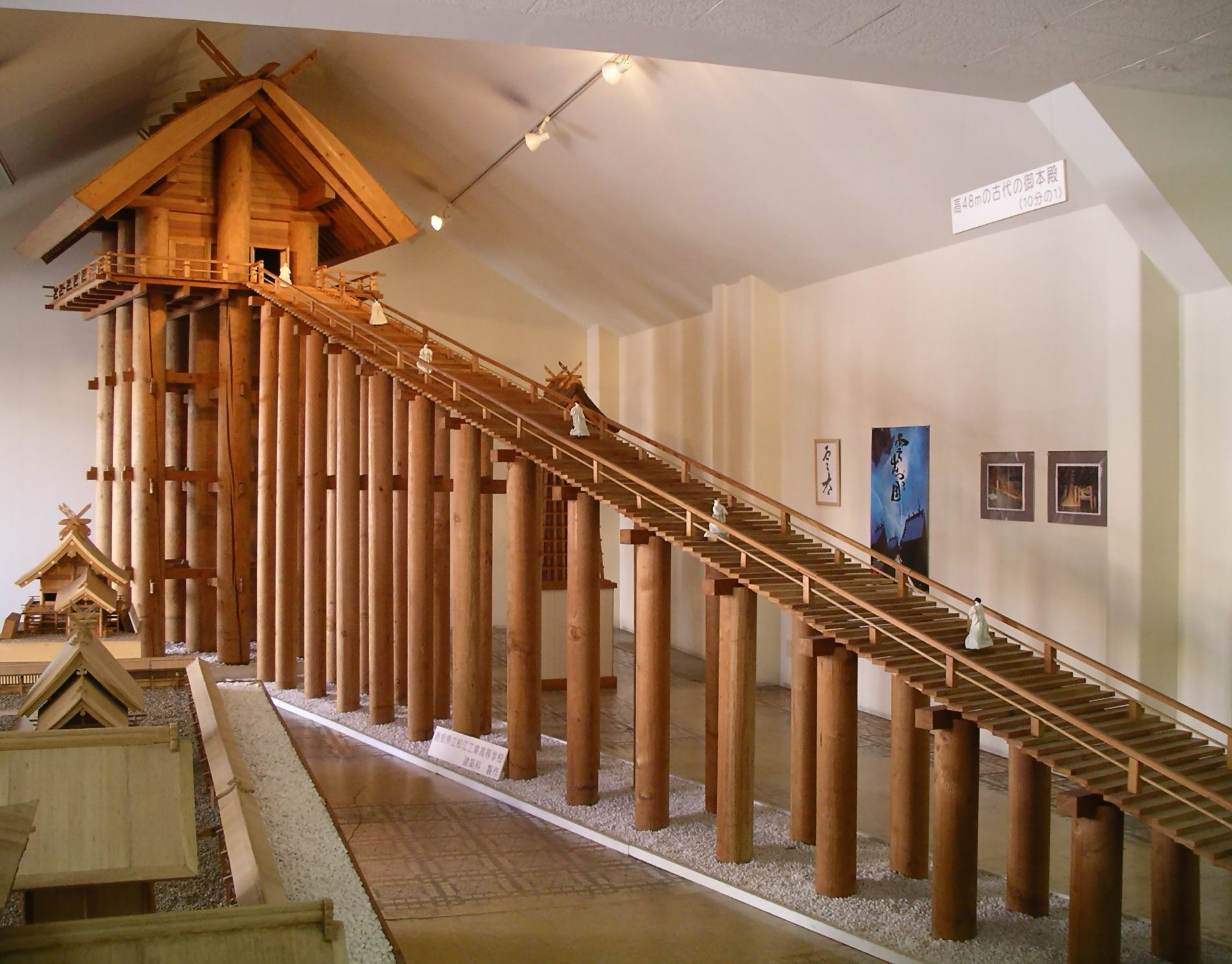
根据考古遗址中发掘出的支柱所重建的出云大社本殿模型。

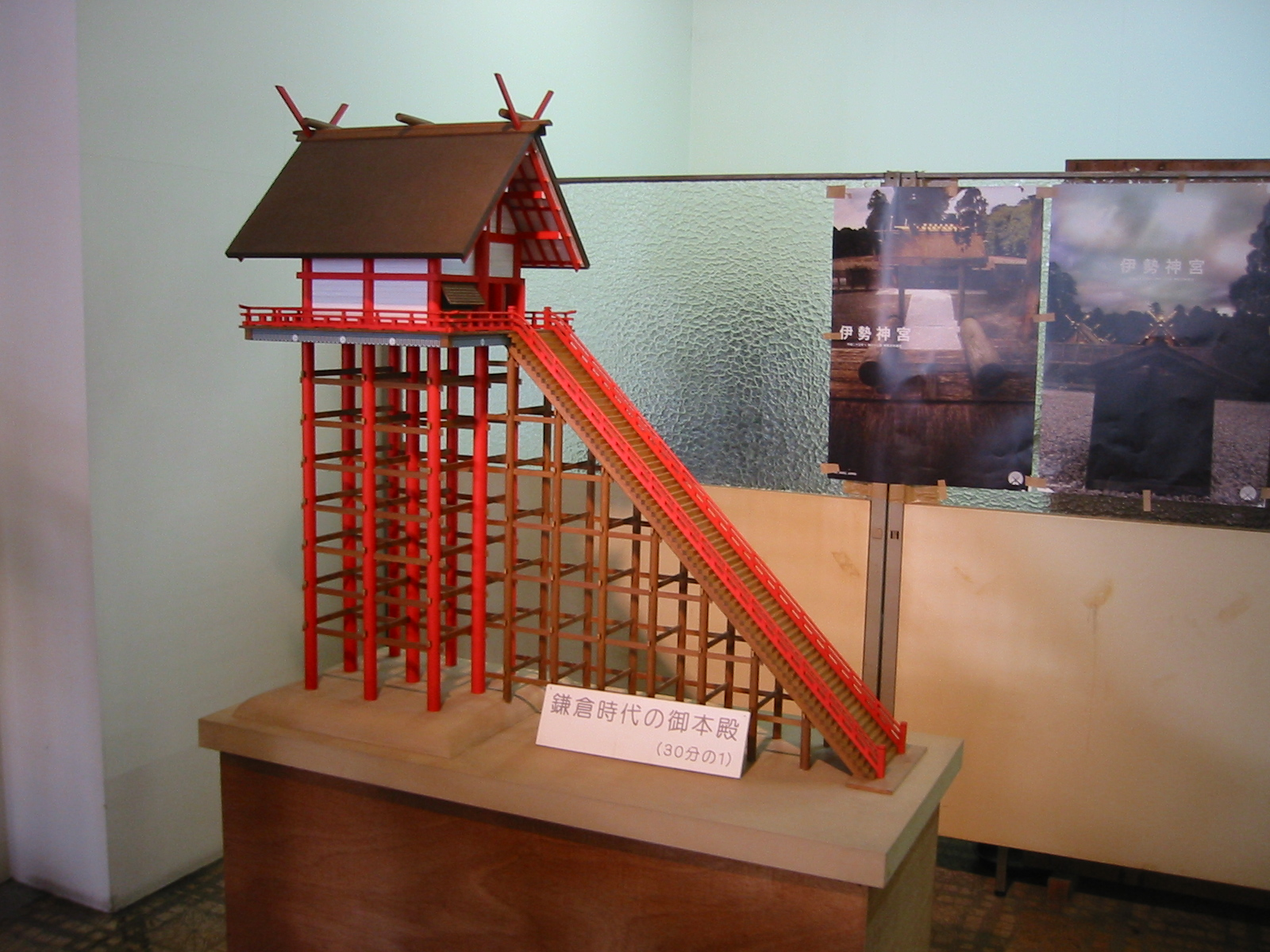
镰仓时代出云大社本殿的重建模型。

出云大社本殿随时间的推移发生了翻天覆地的变化，其规模极大地缩减，结构也有了改变。现今，出云大社是一个大小为2x2间，有着山形墙的建筑，入口位于山墙端处（称作妻入造（tsumairi）） 。与伊势神宫类似，出云大社的柏树皮顶上也有着纯装饰用的柱子：千木（竖直方向）和鰹木（水平方向），此外还有山墙端柱和中心支柱（心御柱）。心御柱的直径为10.9厘米，无结构用途，人们认为其仅仅具有宗教意义。外部的阶梯则由独立的树皮屋顶覆盖（参见图库插图）。

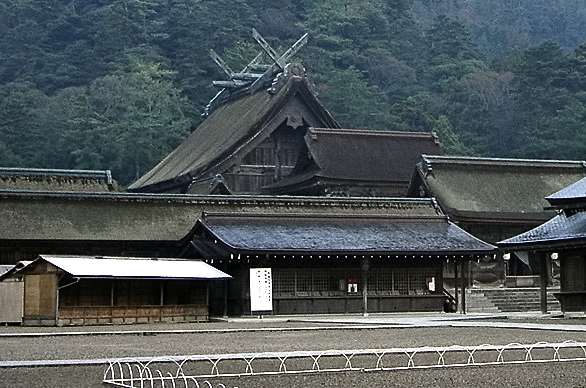
出云大社本殿

本殿内部是一片正方形区域，分成四个相同大小的部分，每个部分被15块疊蓆覆盖。建筑平面图与汉字“田”一致，可能寓意着与丰收仪式有关。
由于本殿地板与地面有着一定距离，本殿本身被认为起源于带有高架地板的谷仓，如静冈县登吕遗址的粮仓。
现存最古老的大社造风格建筑是岛根县松江市的神魂神社，建造于公元1582年，现已被政府宣布为日本国宝。神魂神社虽比出云大社小，但有着更粗的支柱。神魂神社相比出云大社更深、地板更高且完全不同。神魂神社可能象征着更老的建筑风格。

## 图库

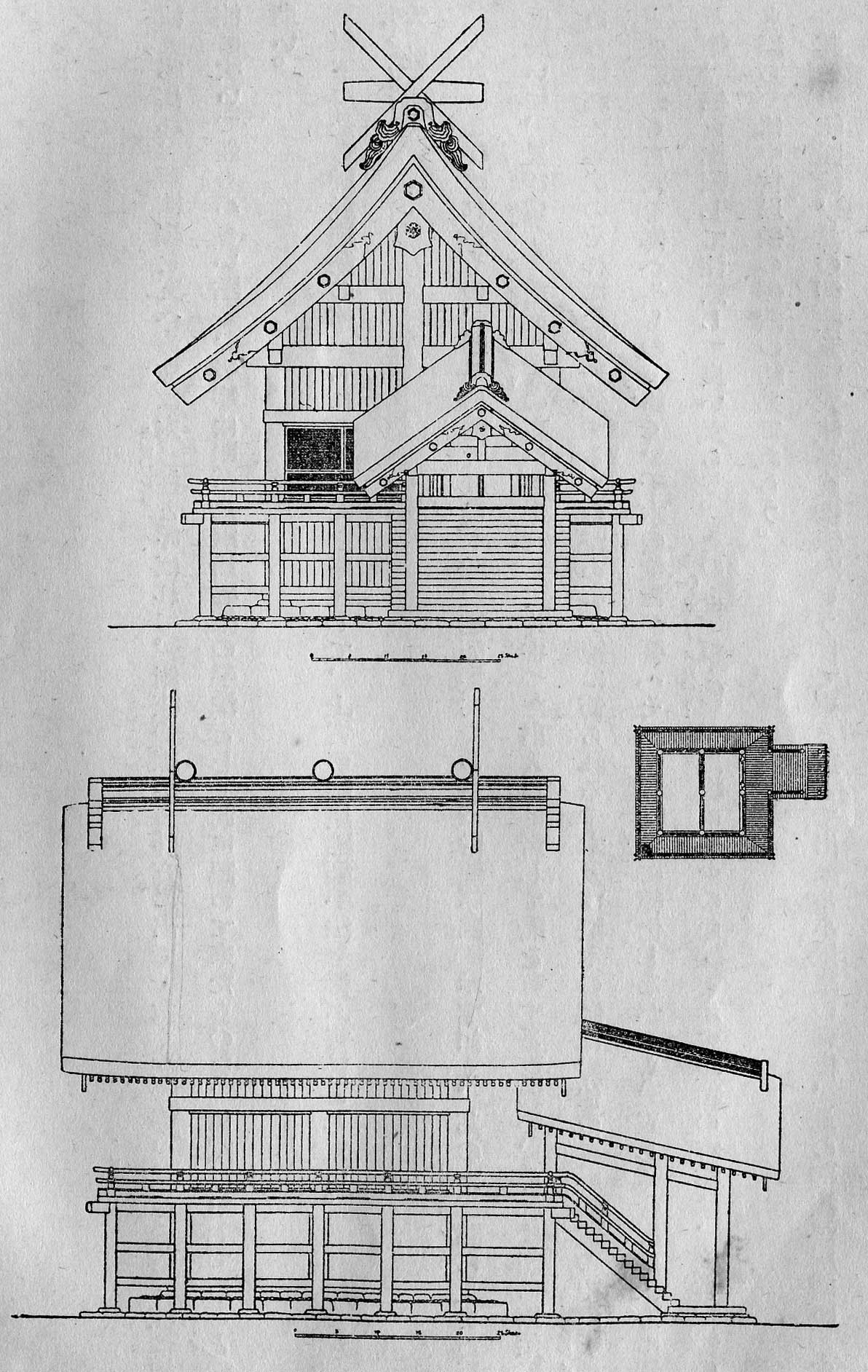
出云大社本殿的正视图和侧视图
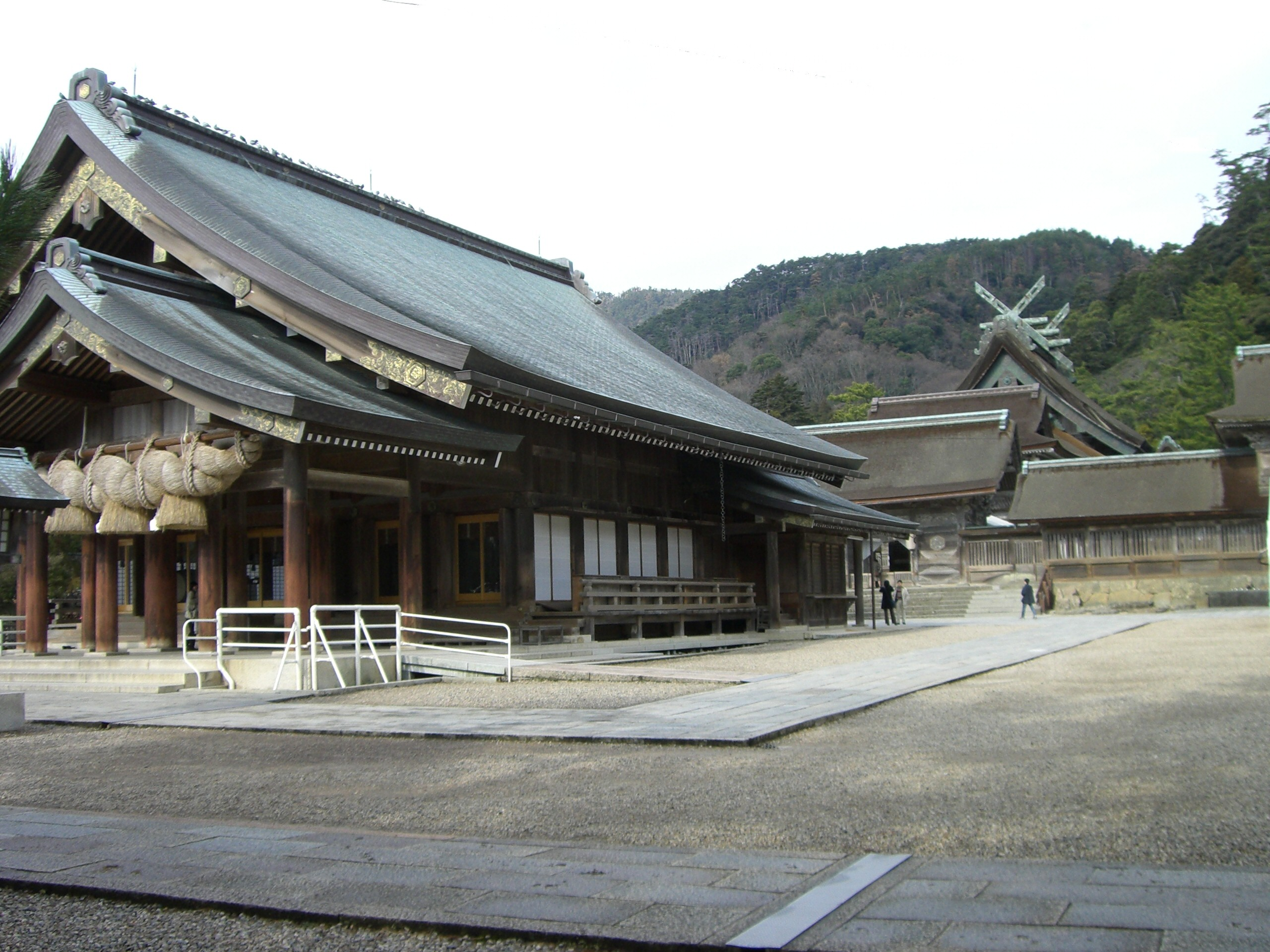
背景中可见本殿
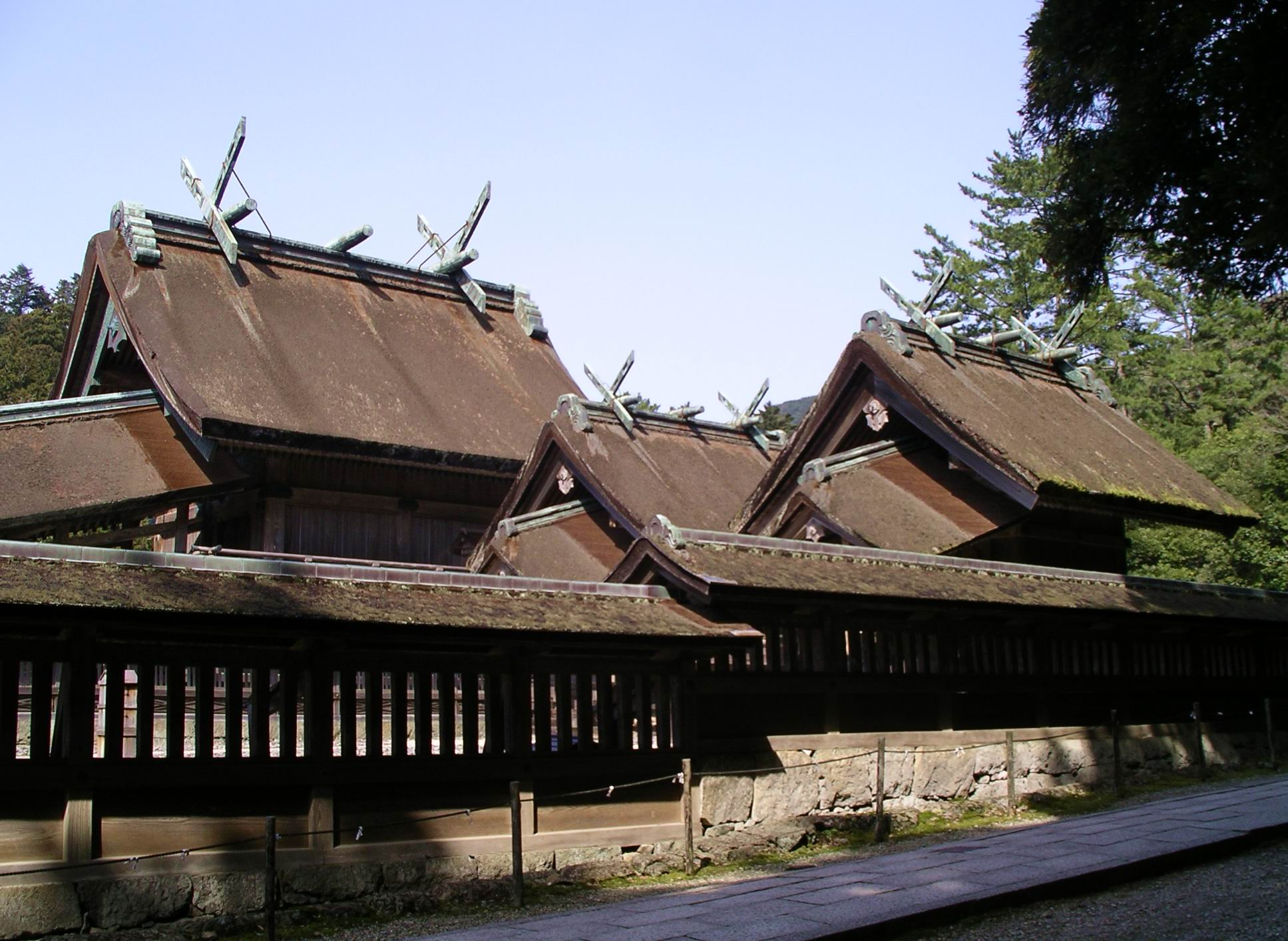
出云大社的屋顶

## 脚注
1. ↑  . www2.kokugakuin.ac.jp.   [2019-11-30]. （原始内容存档于2019-12-18）.
2. 1 2 3  Young & Young (2007:50)
3. ↑  Kishida (2008:33)
4. ↑  Fletcher and Cruickshank (1996:724)
5. ↑  Kishida (2008:34)
6. ↑  Kishida (2008:126)
7. 1 2 3 4  Fujita, Koga (2008:24)
8. ↑  一间为支柱与支柱之间的距离，每个神社甚至每个建筑对此单位的定义均有不同。此例中，一间为6.32米，远长于2m的标准长度。
9. 1 2 3  . www.aisf.or.jp.   [2019-11-30]. （原始内容存档于2019-12-26）.